# ريكو هاشيموتو
ريكو هاشيموتو (باليابانية: 橋本陸) هو لاعب كرة قدم ياباني، ولد في 11 فبراير 1998. لعب مع نادي فوكوشيما يونايتد.

## وصلات خارجية
- ريكو هاشيموتو على موقع رابطة كرة القدم اليابانية للمحترفين (اليابانية)
- ريكو هاشيموتو على موقع قاعدة بيانات كرة القدم.إي يو (الإنجليزية)
- ريكو هاشيموتو على موقع Soccerway.com (الإنجليزية)
- ريكو هاشيموتو على موقع عالم كرة القدم.نت (الإنجليزية)